# Palácio de Gravenstein

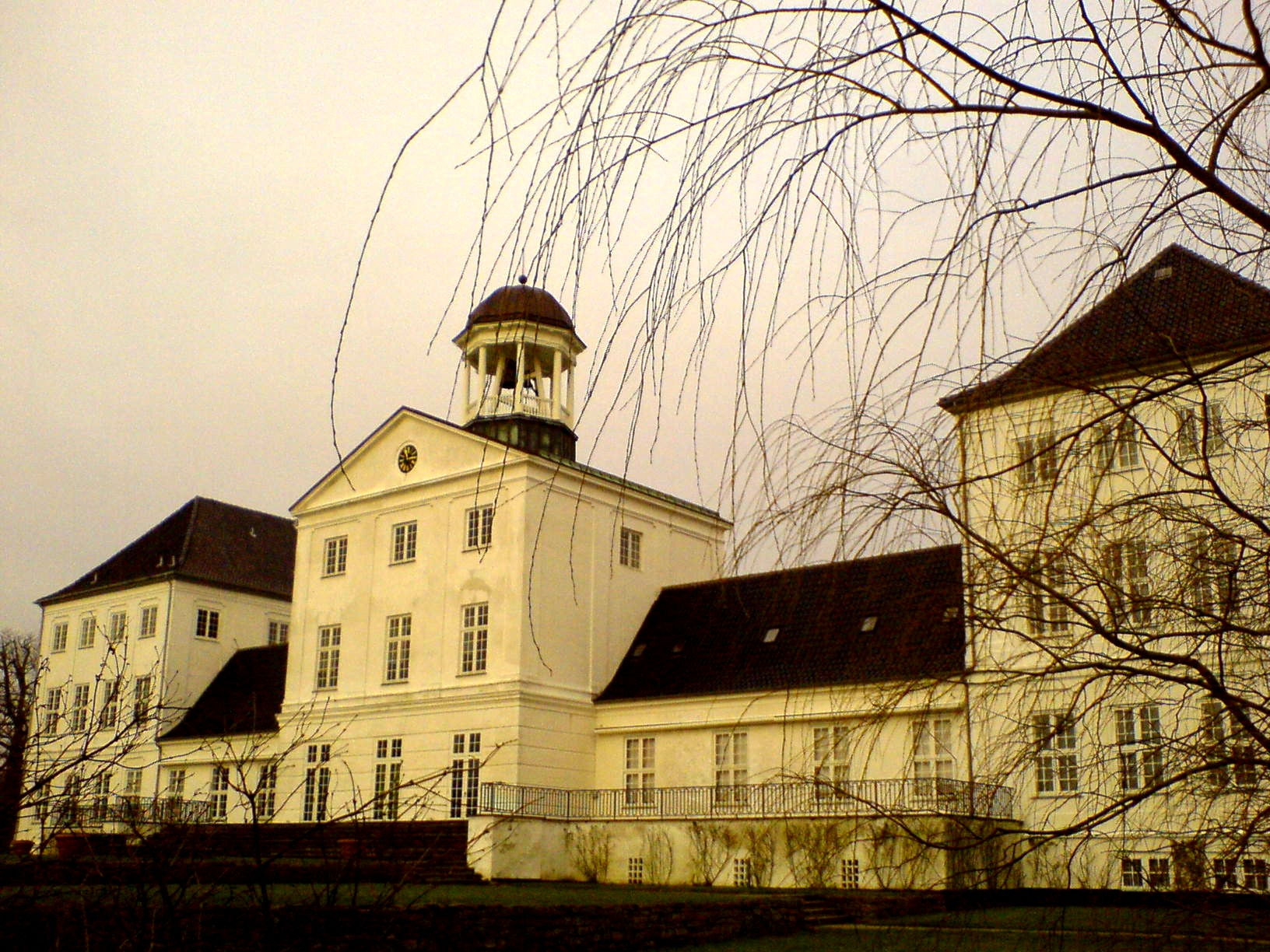

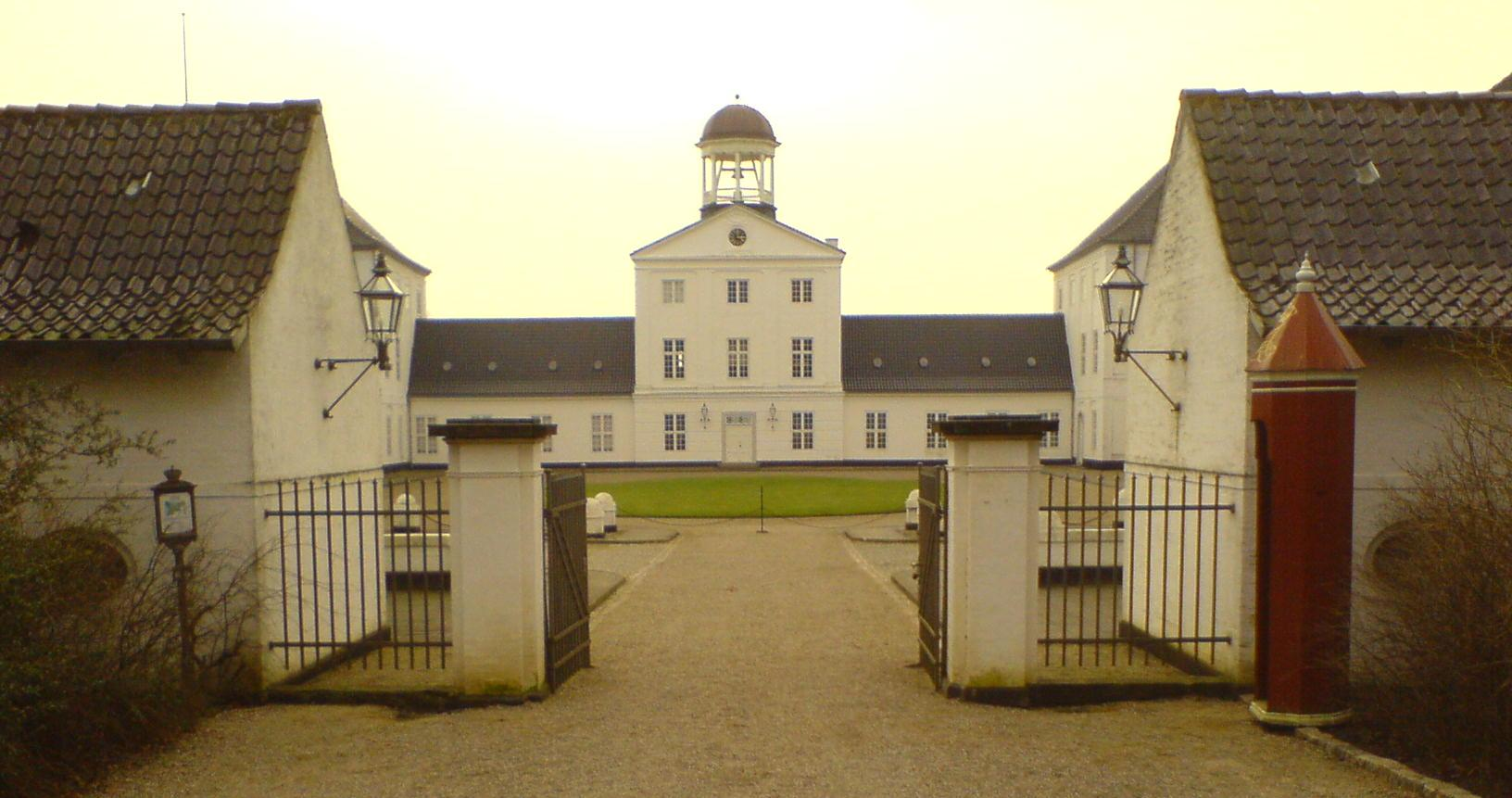

O Palácio de Gravenstein (Gråsten Slot, em dinamarquês) é uma residência real de verão localizada em Sønderborg, na Dinamarca.

## História
Diz a lenda que o Palácio de Gråsten era o lugar onde Hans Christian Andersen escreveu A Pequena Vendedora de Fósforos durante a sua visita em 1845. O atual edifício principal pode ter sido a ala sul da segunda estrutura que foi construída em 1603 para substituir a construção de caça, que foi destruída por um incêndio em meados do século XVI. Nos três séculos e meio mais tarde, depois de ser propriedade de alguns nobres da Dinamarca, o Palácio de Gråsten foi adquirido pelo Estado, foi restaurado e em 1935 tornou-se a residência de verão da Coroa, em seguida, o Principe Frederico, mais tarde rei Frederico IX e a princesa Ingrid, a futura Rainha Ingrid, que muito adoraram o palácio.

## Descrição
Como mencionado, a propriedade inclui grandes jardins com gramados e árvores cobertas de cascalho. Toda a estrutura, e os jardins em particular, são inspirados no estilo anglo-saxão. A capela do palácio, a única parte do espólio aberto ao público, é uma cópia da igreja dos jesuítas em Antuérpia. Embora o interior retratando a guerra de Schleswig, que está danificado, a capela é decorada com 80 quadros. A construção de casas com congregações bilíngüe, com massas dinamarquesas e alemãs para atender a cultura local misturadas. A propriedade, como um todo, cobre uma área de 6,6 km ².